# Sylvia Chesebe
Sylvia Chematui Chesebe (* 17. Mai 1987) ist eine kenianische Mittelstreckenläuferin, die sich auf den 800-Meter-Lauf spezialisiert hat.

## Sportliche Laufbahn
Erste internationale Erfahrungen sammelte Sylvia Chesebe im Jahr 2011, als sie bei den Afrikaspielen in Maputo in 2:04,16 min auf Anhieb die Bronzemedaille im 800-Meter-Lauf hinter der Uganderin Annet Negesa und Fantu Magiso aus Äthiopien gewann. Im Jahr darauf belegte sie bei den Afrikameisterschaften in Porto-Novo in 2:01,66 min den vierten Platz und bei den IAAF World Relays 2014 auf den Bahamas wurde sie in 8:04,28 min Zweite in der 4-mal-800-Meter-Staffel hinter dem Team aus den Vereinigten Staaten und stellte damit einen Afrikarekord auf. Ein Jahr darauf wurde sie bei den IAAF World Relays 2015 ebendort in 10:43,35 min ebenfalls Zweite, diesmal in der Distanzstaffel hinter den USA. Im September jenes Jahres nahm sie erneut an den Afrikaspielen in Brazzaville teil und schied dort mit 2:08,03 s im Vorlauf über 800 Meter aus. 2016 wurde sie bei den Afrikameisterschaften in Durban in 2:01,43 min Vierte und bei den IAAF World Relays 2017 erreichte sie nach 8:31,05 min Rang fünf in der 4-mal-800-Meter-Staffel. Bei den World Athletics Relays 2021 im polnischen Chorzów verpasste sie dann mit 3:39,34 min den Finaleinzug in der 4-mal-400-Meter-Staffel.

## Persönliche Bestzeiten
- 400 Meter: 55,26 s, 12. März 2021 in Nairobi
- 800 Meter: 2:00,76 min, 22. Juni 2013 in Nairobi